# Arctia nubilata
Arctia nubilata là một loài bướm đêm thuộc phân họ Arctiinae, họ Erebidae.